# Stylidium barleei
Stylidium barleei är en tvåhjärtbladig växtart som beskrevs av Ferdinand von Mueller. Stylidium barleei ingår i släktet Stylidium och familjen Stylidiaceae. Inga underarter finns listade i Catalogue of Life.